# 告白“決めてよ!”
「告白“決めてよ!”」（こくはくきめてよ）は、Pritsの2作目のシングルである。2002年2月1日、スターチャイルドより発売された。

## 解説
声優ユニットPritsの3ヶ月連続リリースシングル第2弾。
表題曲は、『電撃G's Radioコンピレーションミニアルバム「Gラジ音楽部」』の2曲目に収録されている。
2曲目の「Frozen Lover」は、アルバム『cherry blossom』の5曲目として収録されており、その紹介の際に桑谷夏子はこの曲のイメージを歌詞を読まずに、アイスクリームや、シャーベットのような「溶ける愛」であると勘違いしていた。

## 収録曲
1. 告白“決めてよ!” [4:06]
  - 作詞：Anna Suzuki、作曲・編曲：小西貴雄
2. Frozen Lover [4:22]
  - 作詞：只野菜摘、作曲・編曲：小西貴雄
3. Party DE Bon Appetit! [3:33]
  - 作詞：椎名可憐、作曲・編曲：小西貴雄
4. 告白“決めてよ!”（instrumental）
5. Frozen Lover（instrumental）
6. Party DE Bon Appetit!（instrumental）

## 収録作品
告白“決めてよ!”
- 『電撃G's Radioコンピレーションミニアルバム「Gラジ音楽部」』（2004年1月21日発売）

Frozen Lover
- 『cherry blossom』